# Barumini
Barumini là một đô thị ở tỉnh Sud Sardegna trong vùng Sardegna của Italia, cách khoảng 50 km về phía bắc của Cagliari và khoảng 15 km về phía đông bắc của Sanluri. Tại thời điểm ngày 31 tháng 12 năm 2004, đô thị này có dân số 1.395 người và diện tích là 26,6 km².
Tại đây có địa điểm khảo cổ quan trọng: Su Nuraxi di Barumini.
Barumini giáp các đô thị: Gergei, Gesturi, Las Plassas, Tuili, Villanovafranca.